# Messingeule

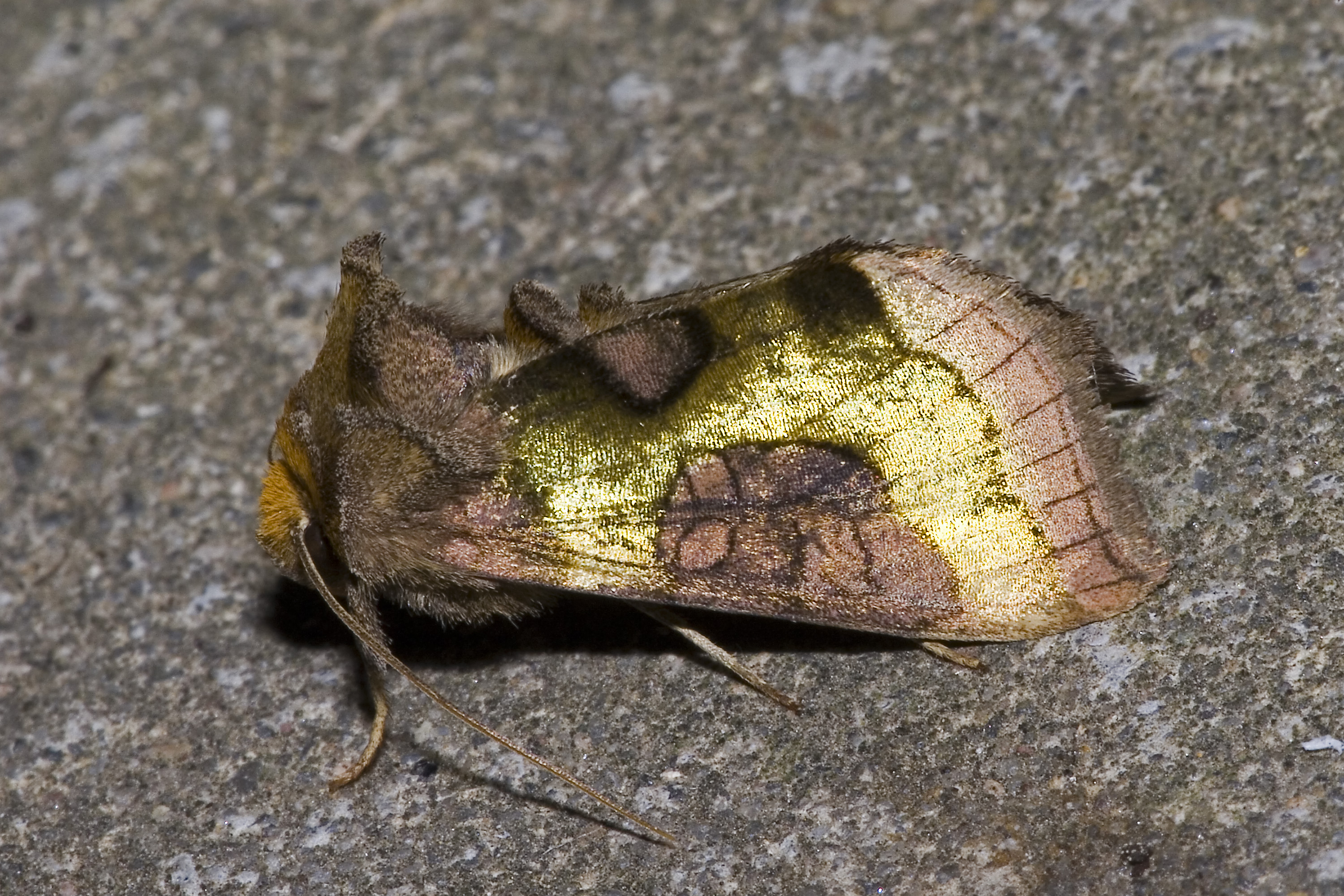
Messingeule mit verbundenen messingfarbenen Zonen, „Tutti-Typus“ (vel Diachrysia tutti)

Die Messingeule (Diachrysia chrysitis) ist ein Schmetterling (Nachtfalter) aus der Familie der Eulenfalter (Noctuidae). Dahinter verbirgt sich ein Komplex zweier sehr nahe miteinander verwandter Arten (D. chrysitis und D. tutti) oder Populationen, deren taxonomischer und damit auch nomenklatorischer Status (Art, Unterart oder eine einzige variable Art) bisher noch nicht abschließend geklärt ist.

## Merkmale

### Falter
Die Messingeule ist ein mittelgroßer Falter mit einer Flügelspannweite von 34 bis 44 Millimeter bzw. 28 bis 35 mm. Das innere Wurzelfeld und das Mittelfeld der Vorderflügel sind braun, das äußere Wurzelfeld und das Saumfeld schillern je nach Lichteinfallwinkel glänzend messinggelb, grüngelb oder golden. Gelegentlich kann das Mittelfeld durchbrochen sein oder die beiden messingfarbenen Zonen können durch eine messingfarbene Brücke verbunden sein, wie auch bei der ähnlichen Art Diachrysia zosimi. Die Makel sind braun umrandet, innen in der Grundfarbe. Die Wellenlinie ist hell gerandet, die Saumlinie dünn und braun. Der Saum ist dunkelbraun. Die Adern können ab der Wellenlinie braun hervorgehoben sein. Die Wellenlinie kann aber auch sehr undeutlich sein und sich kaum von der Hintergrundfarbe abheben. Die Hinterflügel sind braungrau oder hellbraun mit einem halbmondförmigen Diskalfleck. Die Unterseite der Vorderflügel ist ebenfalls hellbraun. Die Unterseite der Hinterflügel ist etwas heller mit zwei engen äußeren Querlinien und einem halbmondförmigen Diskalfleck. Der Körper des Falters ist pelzig behaart, am Kopf befindet sich ein deutlich aufgerichtetes Haarbüschel, zum Thoraxende gefolgt von weiteren nach hinten gestaffelt abfallenden Haarbüscheln.

### Ei
Das Ei ist grünlich, annähernd rund mit einer flachen Unterseite. Es besitzt kräftige Längsrippen und schwächere Querrippen.

### Raupe
Die Raupen erreichen eine Länge von bis zu 25 Millimetern und sind grün gefärbt. Die Rückenlinien und Nebenrückenlinien sind weißlich. Oft sind die Linien auch völlig aufgelöst und der Rücke weist unregelmäßige V-förmige Muster auf. Dagegen sind die Seitenstreifen dunkel und weiß eingefasst. Der Kopf ist hellgrün oder gelbgrün.

### Puppe
Die Puppe ist hellbraun, auf der Bauchseite gelbgrün. Die Rüsselscheide ist verlängert. Der knopfförmige Kremaster ist gerunzelt.

## Ähnliche Arten
- Diachrysia zosimi

## Geographische Verbreitung und Lebensraum
Die Messingeule kommt fast in ganz Europa vor. Im Süden erstreckt sich das Verbreitungsgebiet bis Südspanien, Süditalien und die Balkanhalbinsel. Sie fehlt jedoch auf den meisten griechischen Inseln. Im Norden reicht es fast bis an den Polarkreis und weit nach Nordrussland hinein. Im Osten erstreckt sich das Verbreitungsgebiet bis in den Fernen Osten (Amur-Gebiet) und Japan. Die Messingeule kommt in fast offenen, halboffenen und waldnahen Biotopen vor und ist recht häufig. Sie meidet jedoch dichte Nadelwälder und die höheren Lagen der Alpen.

## Lebensweise
Die Messingeule kommt pro Jahr in zwei Generationen vor, die erste von Mitte Mai bis Anfang Juli, die zweite von Ende Juli bis Ende September. Allerdings wird in klimatisch ungünstigen Gegenden und im Norden des Verbreitungsgebietes nur eine Generation ausgebildet. In wärmeren Regionen und sehr günstigen Jahren kann z. B. im südlichen Baden-Württemberg noch eine unvollständige dritte Generation gebildet werden. Die Falter fliegen bevorzugt in der Nacht, sie sind aber gelegentlich auch am Tag anzutreffen. Sie werden stark von künstlichen Lichtquellen angezogen. Die Falter besuchen in der Dämmerung Blüten. Zur Nahrungsaufnahme dient der Saugrüssel am Kopf, der im Ruhezustand eingerollt ist. Köder werden aber kaum angenommen.
Die Raupen ernähren sich polyphag von verschiedenen niedrig wachsenden Pflanzen, wie beispielsweise Taubnessel (Lamium spec.), Brennnessel (Urtica spec.), Löwenzahn (Taraxacum spec.), Erdbeeren (Fragaria), Lungenkräuter (Pulmonaria), Natternkopf (Echium), Minzen (Mentha), Dost (Origanum), Gewöhnlicher Andorn (Marrubium vulgare) und Wegerich (Plantago spec.). Die Nachkommen der zweiten Generation überwintern im Raupenstadium und sind von September bis zum Mai des folgenden Jahres anzutreffen. Die Raupen der zweiten Generation leben im Juni und Juli. Die Verpuppung erfolgt in einem leichten Gespinst am Boden zwischen Pflanzenteilen.

## Synonyme
Die Art wurde 1758 von Carl von Linné unter dem Namen Phalaena (Noctua) chrysitis erstmals wissenschaftlich beschrieben. Aufgrund der Variabilität in der Flügelzeichnung wurden in der Folgezeit zahlreiche infrasubspezifische Namen vorgeschlagen (Aberrationen und Formen), die für die Nomenklatur teilweise nicht verfügbar sind. Ob Diachrysia tutti Kostrowicki, 1961 ein jüngeres Synonym ist, wird im folgenden Kapitel ausführlich geschildert.

## Systematik
Die Systematik dieser Art bzw. des Artkomplexes D. chrysitis ist äußerst kompliziert und wird in der Literatur immer noch kontrovers diskutiert bzw. die bisherigen Resultate werden unterschiedlich interpretiert. Die „typische“ Form besitzt zwei nicht miteinander verbundene messingfarbene Querbänder. Bereits sehr früh wurde bemerkt, dass es in Mitteleuropa neben dieser typischen Form von Diachrysia chrysitis eine Population gibt, bei der die beiden messingfarbenen Bänder durch einen Quersteg miteinander verbunden sind. Sie wurde bereits 1892 von James William Tutt als forma juncta bezeichnet. 1961 schlug Andrzej Samuel Kostrowicki für diese „Form“ die neue Art Plusia tutti vor, der Name juncta war als Artname nicht verfügbar (damals war D. chrysitis noch der Gattung Plusia zugeordnet). Er brachte zudem vor, dass es außerdem Unterschiede in der Morphologie der männlichen Genitalien der beiden Arten gibt. Spätere morphologische Untersuchungen und vor allem Zuchtversuche stellten den Status der neuen Art wieder in Frage, obwohl sich die Tiere tatsächlich in zwei Populationen gruppieren lassen. Jedoch gibt es Zwischenformen und chrysitis-typische Genitalmerkmale auch an einigen tutti-Exemplaren und umgekehrt. Später wurden synthetisch hergestellte Lockstoffmischungen erprobt, um eventuell die beiden Populationen mit Hilfe unterschiedlicher Lockstoffmischungen unterscheiden zu können. Zwar flogen nun Männchen vom tutti-Typ überwiegend den einen Lockstoff an und Männchen vom chrysitis-Typ überwiegend den anderen Lockstoff, aber nicht ausschließlich. Auch weitere Untersuchungen (Flügelschuppenmorphologie, Elektrophoresestudien) führten zu keinem eindeutigen Ergebnis. Zwar ließen sich auch mit diesen Methoden die beiden Gruppen ebenfalls weitgehend trennen. Aber auch hier gab es Ausreißer in beide Richtungen. Der tutti-Typus scheint auch im Durchschnitt etwas früher zu fliegen. Es besteht jedoch ein großer Überlappungsbereich mit den Flugzeiten des chrysitis-Typus. In den schweizerischen Alpen wurde beobachtet, dass der chrysitis-Typus dort zwar zwei Generationen ausbildet, aber die zweite Generation unvollständig ist. Der tutti-Typ bringt in dieser Höhe nur eine Generation hervor. In 1.600 bis 1.800 Meter Höhe bildet der chrysitis-Typus nur noch eine Generation aus, der tutti-Typ fehlt hier. Neuere genetische Untersuchungen mit Hilfe der mtDNA zeigten, dass die Unterscheidung nach rein genitalmorphologischen Merkmalen (also chrysitis-Typ und tutti-Typ) genetisch nicht bestätigt werden konnte. Dagegen unterscheiden sich die an den zwei verschiedenen Lockstoffen angeflogenen Männchen (Pheromon-Typen) genetisch. Aber auch die genetischen Unterschiede zwischen den beiden Pheromon-Typen stellten sich als sehr gering heraus. Die maximale Nucleotiddifferenz pro Site unter den Haplotypen betrug etwa 0,28 %, was sich am unteren Ende der genetischen Diversität bewegt, wie sie bei Schmetterlingsarten sonst üblich sind. Der Koeffizient der Differenziation GST war c. 76,3 % ± 11,7 %, ein typischer intraspezifischer Wert, also auf dem Unterartniveau. Alle diese Untersuchungen belegen, dass die beiden Populationen noch nicht vollständig reproduktiv getrennt sind.
Es kommt immer wieder oder immer noch zum Genaustausch und zur Vermischung der beiden mitteleuropäischen Populationen. Sie dürfen daher im Sinne der Kladistik nicht als zwei Arten bezeichnet werden. Allerdings fehlen bisher auch Untersuchungen darüber, ob eine genetische Artbarriere vielleicht erst in der F2- oder gar F3-Generation wirksam wird, etwa durch geringere Resistenzen gegen Parasiten oder einen geringeren Reproduktionserfolg. Ladislaus Rezbanyai-Reser hält D. chrysitis und D. tutti für „zwei ehemalige geographische Unterarten, die infolge der postglazialen Arealerweiterungen heute breitflächig nebeneinander fliegen und sich wegen der Unterschiede in den Pheromonen nur langsam, aber doch sicher genetisch vermischen.“
Diese Befunde gelten jedoch nur für Europa. Lange wurde übersehen, dass die beiden Formen auch im Fernen Osten (Amur-Gebiet, Japan, Korea, Mongolei, Transbaikalien) zusammen vorkommen. Die zweite Population/Art war hier 1913 von William Warren Diachrysia stenochrysis genannt worden. Hier korrelieren die morphologischen Merkmale (Zeichnung, Färbung, Genitalia) anscheinend miteinander und die beiden Formen sind wahrscheinlich genetisch getrennt, so dass hier zwei Arten vorliegen. Leider gibt es noch keine genetischen Untersuchungen an Populationen des fernen Ostens zur Absicherung der morphologischen Befunde. Diachrysia tutti Kostrowicki, 1961 wurde daher von Goater et al. (2003) als jüngeres Synonym von Diachrysia stenochrysis (Warren, 1913) behandelt. Allerdings wurde diese Synonymisierung ohne detaillierte Vergleiche an Exemplaren von D. stenochrysis und D. tutti gemacht. Pheromonuntersuchungen wurden erst später unternommen.
Die Synonymisierung von Diachrysia tutti Kostrowicki, 1961 mit Diachrysia stenochrysis wurde von Hille et al. (2007) abgelehnt. Sie vermuten, dass hier eventuell noch eine dritte Art/Population vorliegen könnte. Auch Ladislaus Rezbanyai-Reser zweifelt die Synonymie der beiden Arten an. Dass es sich um zwei getrennte Arten handelt, wird durch die Analyse der Pheromone gestützt. Die Weibchen von Diachrysia stenochrysis aus Japan besitzen ein anderes Pheromon als die Weibchen von Diachrysia chrysitis und auch D. tutti. Die Pheromone von D. chrysitis und D. tutti enthalten sog. ω5- (Z5-10:OAc) und ω3-Komponenten (Z7-10:OAc); wenn auch in stark unterschiedlichen Verhältnissen. Bei D. stenochrysis fehlen die ω5-Komponenten als einziger bisher bekannter Plusiinae-Art komplett und nur ω3-Komponenten sind vorhanden. Diese Autoren gehen nicht explizit auf die Problematik ein, ob D. stenochrysis und D. tutti Synonyme sind ein. Sie behandeln D. chrysitis, D. tutti und D. stenochrysis jedoch als eigenständige Arten. Die Typlokalität von D. stenochrysis ist der Ort Ichikishiri (Hokkaido, Japan).
Axel Steiner schlug bereits 1997 in Die Schmetterlinge Baden-Württembergs (Band 6) vor, diese Art(en) als Specieskomplex zu bezeichnen, also als Diachrysia chrysitis-Komplex oder auch als Diachrysia chrysitis-Gruppe. Nach gegenwärtigem Kenntnisstand scheint dies der praktikabelste Vorschlag zu sein.